# Wojdan Tschernodrinski

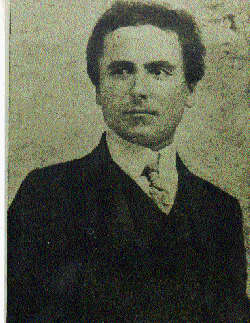
Wojdan Popgeorgiew Tschernodrinski

Wojdan Popgeorgiew Kusmanow (auch Vojdan Popgeorgiev Kuzmanov oder Wojdan pop Georgiew Kusmanow geschrieben, bulgarisch Войдан Попгеоргиев Кузманов, Schreibweise bis 1945 Войдан попъ Георгиевъ Кузмановъ Wojdan pop Georgiew Kusmanow), genannt Wojdan Tschernodrinski (auch Černodrinski geschrieben; bulgarisch/mazedonisch: Войдан/Војдан Чернодрински, bulgarische Schreibweise bis 1945 Войдан Черно-Дрински; * 15. Januar 1875 in Selci bei Struga, Osmanisches Reich, heute in Nordmazedonien; † 8. Januar 1951 in Sofia, Bulgarien) war ein bulgarisch-makedonischer Dramatiker und Schriftsteller aus der Region Makedonien. Sein Pseudonym leitet sich vom Schwarzen Drin (bulgarisch Черни Дрин Tscherni Drin, mazedonisch Црн Дрим Zrn Drim) ab, einem Fluss, der in der Nähe seines Heimatdorfes fließt. Da sein Geburtsort im heutigen Nordmazedonien liegt, gilt er seit der Machtergreifung der Kommunisten dort als ein ethnisch-mazedonischer Schriftsteller und als eine Figur, die den Grundstein des mazedonischen Theaters und der dramatischen Künste gelegt hat. Trotzdem sind seine Werke bis heute in Nordmazedonien nicht in der Originalfassung erhältlich und unterliegen der nordmazedonischen Zensur.

## Leben

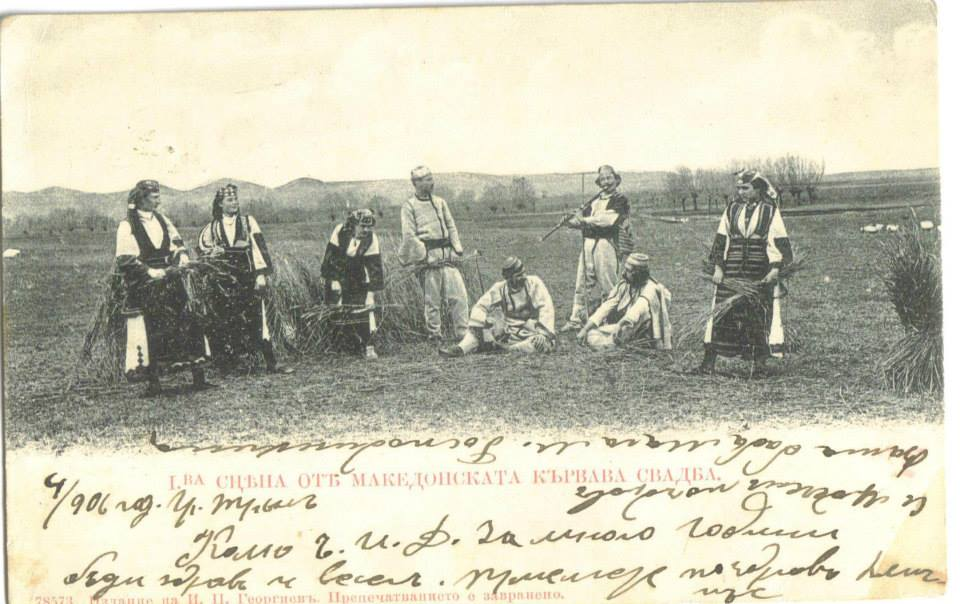
Szene aus dem bekanntesten Werk von Tschernodrinski Makedonska kărwawa swadba („Die Blutige makedonische Hochzeit“), vor 1906

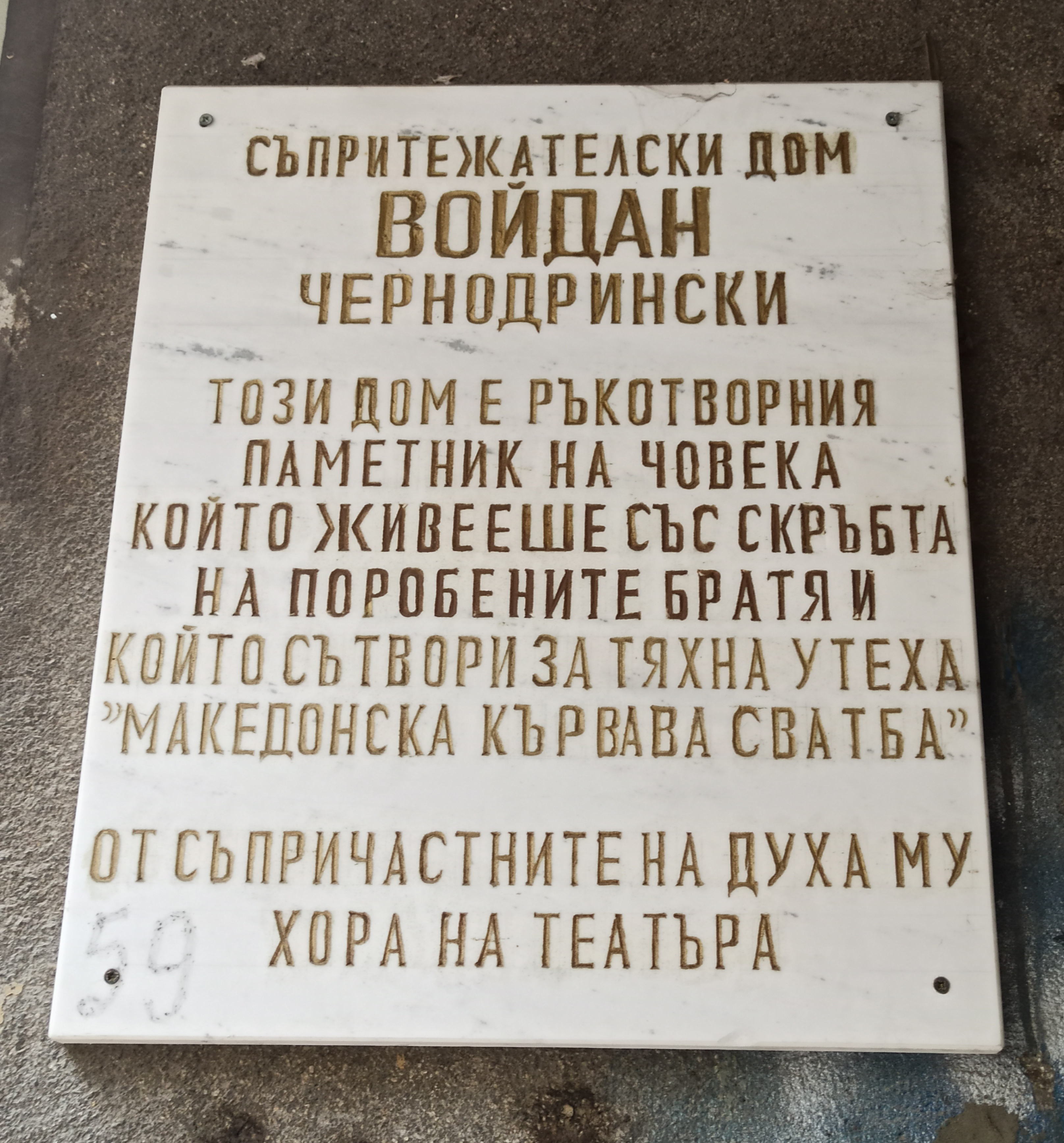
Gedenktafel in Sofia

Popgeorgiew wurde am 8. Januar 1875 im damaligen osmanischen Dorf Selci (heute in der nordmazedonischen Gemeinde Struga) geboren. Sein Vater Georgi Kuzmanow war Priester (bulgarisch поп pop) der Bulgarisch-orthodoxen Kirche im Ort, weswegen er pop Georgi („Priester Georgi“) genannt wurde, worauf sich der Familienname von Wojdan in der nächsten Generation ableitete. Wojdan lernte zunächst an der Bulgarischen Schule in Ohrid, dann am renommierten Bulgarischen Männergymnasium von Thessaloniki. Im Jahr 1890 zog Wojdan jedoch mit seiner Familie nach Bulgarien (siehe Makedonische Bulgaren), wo er am Sofioter Knabengymnasium einen Abschluss machte. Hier wurde er Mitglied der Jungen makedonischen Literaturvereinigung. Später studierte Tschernodrinski in Österreich und der Schweiz Rechtswissenschaften, scheiterte jedoch und zog sich zunächst zurück ins osmanische Makedonien, wo er als bulgarischer Exarchatslehrer arbeitete. Die Lehrer und Leiter der bulgarischen Bildungsstätten im Osmanischen Reich wurden in dieser Zeit von der Bulgarisch-orthodoxen Kirche ernannt, zusammen mit der Kirchengemeinde oder dem Bildungsverein vor Ort mitfinanziert und unterstanden dem örtlichen Bischof.
Als bulgarischer Exarchatslehrer arbeitete Tschernodrinski zwischen den Jahren 1897 und 1898. Danach kehrte er nach Bulgarien zurück und wurde Leiter der Wanderschauspieltruppe Trauer und Trost (bulgarisch Скръб и утеха Skrab i utecha), die 1901 gegründet und 1902 in Makedonisches Hauptstadttheater (Столичен македонски театър Stolitschen makedonski teatar) umbenannt wurde. In Sofia schrieb er das berühmteste seiner Werke, das Theaterstück Die blutige makedonische Hochzeit (Makedonska Karwawa Swadba), welches in Sofia am 7. November 1900 Premiere feierte. Wojdan überarbeitete es später, um die Handlung und das Libretto für die berühmte Oper Zweta des Komponisten Georgi Atanasow zu verwenden. Nach der Jungtürkischen Revolution 1908 zog Popgeorgiew mit seiner Wanderschauspieltruppe zurück ins osmanische Makedonien. Dort wurde er von der Union der bulgarischen Verfassungsklubs mit Unterstützung von Pejo Jaworow und mit Unterstützung des Bulgarischen Nationaltheaters eingeladen.
Während der Balkankriege wurde er in die bulgarische Armee mobilisiert. Während des Ersten Weltkriegs diente Tschernodrinski als bulgarischer Offizier und schuf den Zyklus Soldatenlieder. Nach den Kriegen setzte er seine Theatertätigkeit in Bulgarien fort. Ende 1922 gründete er ein neues Schauspielhaus unter dem Namen Ilinden. Mitte der 30er Jahre veröffentlichte Aleksandar Shoumenoff, Inhaber des Ersten Bulgarischen Buchladens in Granite City, USA, einen Teil der Werke von Tschernodrinski. Der Text wurde nicht ins Englische übersetzt, jedoch wurden seine Werke und Theaterstücke bei der makedonisch-bulgarischen Emigration populär. Zu dieser Zeit sympathisierte Tschernodrinski mit IMRO-Führer Iwan Michajlow.
Nach den Balkankriegen und dem Ersten Weltkrieg veröffentlichte Tschernodrinski die 3. Auflage (1928) des Stücks. Im Vorwort der Edition kommentierte er die historischen Veränderungen und vergaß nicht, die Relevanz des Materials zu erwähnen:

„Obwohl das Regime der alten Türkei in Makedonien durch zwei neue christliche ersetzt wurde – das serbische und das griechische –, hörten die Leiden der makedonischen Bulgaren nicht auf, sondern wurden im Gegenteil noch unerträglicher.“

Während des Zweiten Weltkriegs und der anschließenden Annexion der Vardar banovina durch Bulgarien (1941–1944) organisierte Wojdans Schauspieltruppe dortige Auftritte.
Popgeorgiew starb 1951 in Sofia und wurde auf dem Sofioter Zentralfriedhof begraben. Später wurde an seinem Haus eine Gedenktafel angebracht.
Nach dem Tod von Popgeorgiew wurde seine Nationalität in der damaligen SR Mazedonien umgedeutet (siehe Gründungszeit der SJR Mazedonien) und er wurde durch die kommunistischen Machthaber zu einem ethnisch-mazedonischen Schriftsteller erklärt, der den Grundstein des mazedonischen Theaters gelegt habe. Das Drama Die blutige makedonische Hochzeit wurde 1953 in die neu kodifizierte mazedonische Sprache transkribiert. Überall im Text, wo das Wort „bulgarisch“ verwendet wurde, wurde es durch „christlich“ oder „mazedonisch“ ersetzt. Alle anderen Texte, außer den Gesprächen zwischen den Charakteren, die ursprünglich auf Bulgarisch verfasst wurden, wurden ins Mazedonische und ohne Bulgarienbezug übersetzt. Noch heute sind in Nordmazedonien seine Werke, wie auch von weiteren makedonischen Bulgaren, ausschließlich in der von den Kommunisten zensierten Nicht-Originalfassung zugelassen und er selbst wird ausschließlich als Mazedonier geehrt.